# Republiek Juliana
De Republiek Juliana (Portugees: República Juliana), was een separatistische staat die op 24 juli 1839 werd uitgeroepen in wat nu de staat Santa Catarina in Brazilië is. Op 15 november van hetzelfde jaar werd de Republiek alweer ontbonden.
De Republiek werd uitgeroepen door David Canabarro en Giuseppe Garibaldi en maakte deel uit van een bredere anti-monarchistische opstand tegen de Braziliaanse keizer Peter II, de zogeheten Lompenoorlog. De Republiek vormde een confederatie met de Republiek Piratini, die enkele jaren eerder was uitgeroepen en het tot 1845 zou volhouden tegen de keizerlijke legers.